# (38504) 1999 TO186
1999 TO186 (asteroide 38504) é um asteroide da cintura principal. Possui uma excentricidade de 0.20272610 e uma inclinação de 16.11916º.
Este asteroide foi descoberto no dia 12 de outubro de 1999 por LINEAR em Socorro.